# Coffea arabica
O cafeeiro-arábica (nome científico: Coffea arabica) é uma espécie de café natural da Arábia ou da Etiópia, supostamente uma das primeiras espécies de café a ser cultivada. A espécie Coffea arabica produz cafés de qualidade, finos e requintados, e possui aroma intenso e os mais diversos sabores, com inúmeras variações de corpo e acidez. O café tradicional é composto por esta planta.
Todo apreciador de café sabe que existe uma grande variedade de grãos que apresentam diversos sabores e combinações diferentes. Um dos fatores que mais contribuem para essa variedade são as diferentes espécies da planta.
Como, por exemplo, a espécie Coffea arabica, que produz o café arábica, um dos melhores grãos, considerado especial ou gourmet quando 100% Arábica.
As suas variedades e subvariedades trazem características específicas em aroma e doçura, com variações em acidez, corpo e sabor, dependendo da mistura de grãos. O café arábica também possui 50% menos cafeína na sua composição.
Suas variações de grãos podem produzir cafés fortes, suaves, equilibrados e intensos, dependendo do seu cultivo e processos de fabricação, bem como a região de origem, subvariedades e processos de pós-colheita.

## A espécie Coffea arabica
O café é o fruto do cafeeiro, um arbusto que pertence à família botânica das Rubiáceas, cujo gênero é denominado Coffea, com inúmeras espécies, sendo uma delas a Coffea arabica.
Ela foi uma das primeiras espécies a serem produzidas, mas possui origem Etíope, tendo sido propagada pelos árabes. Daí acredita-se ter herdado o seu nome “arábica”, após milhares de anos de cultivo.

## Características do grão
A espécie arábica caracteriza-se por frutos ovais mais finos, que amadurecem entre 7 e 9 meses, com muitas variedades.
A planta é mais sensível e mais sujeita a pragas e intempéries devido ao seu formato, por isso exige um manuseio mais cuidadoso, desde a lavoura, secagem, até o ensacamento para ser comercializado.
Além disso, os pés de café precisam ser cultivados em altitudes superiores a 800 m, onde as temperaturas são mais amenas e as condições ideais para uma produção de qualidade superior.
A sua colheita também é diferenciada, pois é bastante seletiva e manual, por isso é o café de grãos de maior valor de mercado. Por isso, o café arábica é famoso por ser um grão especial, de maior complexidade no cultivo, com diversas notas de aromas intensos e sabores bastante variados, assim como níveis de corpo e acidez.

## Principais variedades de café arábica
Existem muitas variedades do café Arábica, tanto que a espécie é responsável por cerca de três quartos da produção mundial de café.
No Brasil, as variedades mais comuns são a Typica, Bourbon, Catuaí, Acaiá e Mundo Novo. Algumas delas já produziram outras subvariedades como a Caturra, além de híbridos como a Catuaí (Mundo Novo com Caturra).
Além disso, existem ainda outras variedades e muitas subvariedades, como a Bourbon Amarelo e Vermelho, Catuaí Amarelo e Vermelho, Catucaí, sendo que cada uma dessas possuem características sensoriais diferentes, a fim de agradar os mais variados paladares.

### Brasil
Em 2020, Minas Gerais era o maior produtor de café arábica do país, com 74% do total nacional (1,9 milhão de toneladas, ou 31,2 milhões de sacas de 60 kg).
Atualmente, a espécie é cultivada no mundo todo, com ampla ampla maioria das plantações. Mas no Brasil, a sua produção está mais concentrada em Minas Gerais, que detém cerca de 50% da produção.
Depois de Minas Gerais, temos São Paulo que está entre os três principais produtores de café do Brasil, com produção focada nas regiões de Mogiana e Centro-Oeste Paulista.

Outro estado brasileiro de grande importância na produção de café arábica é a Bahia, concentrada na região do Planalto da Bahia e do Cerrado da Bahia.

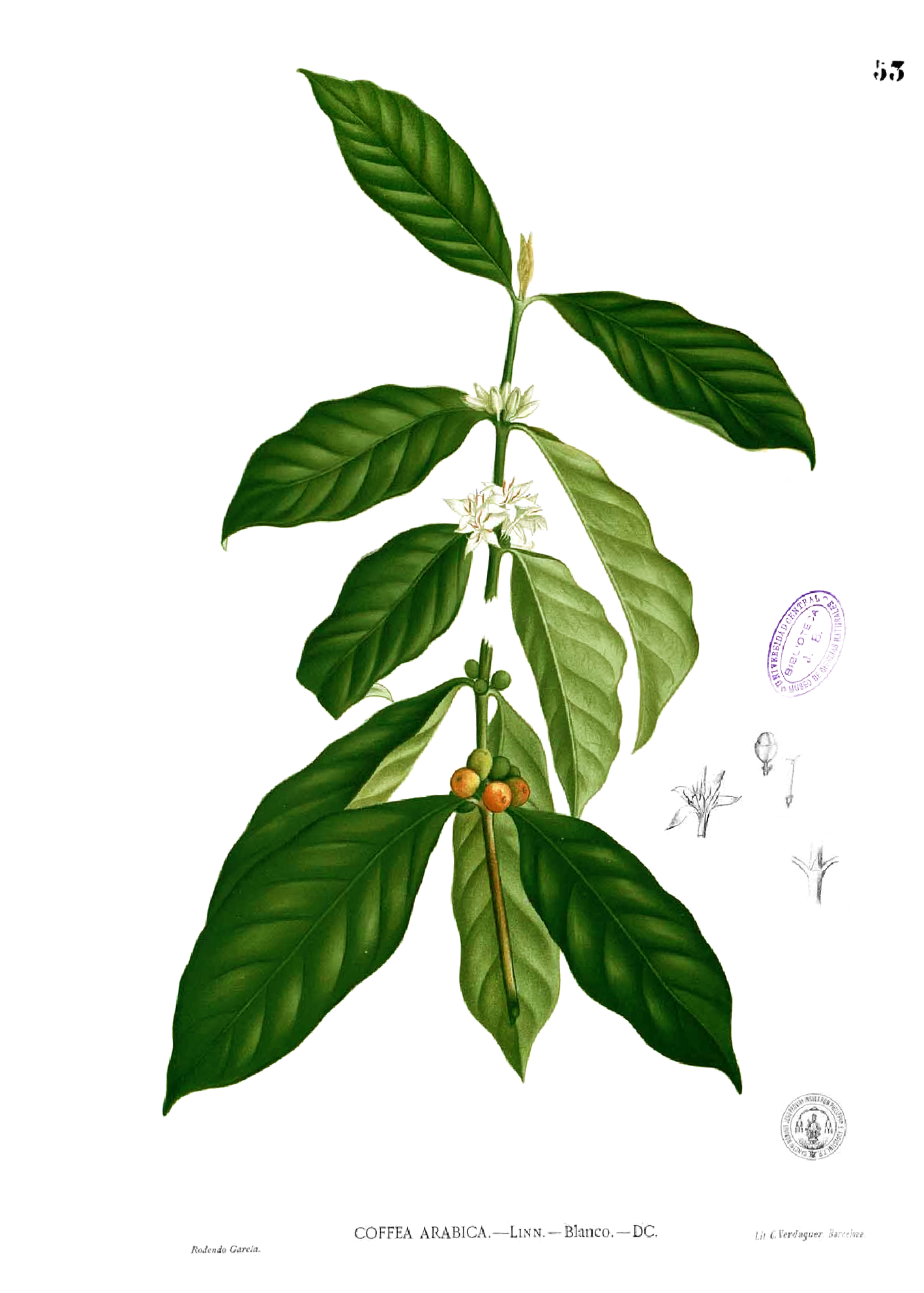
Estampa de café-arábica
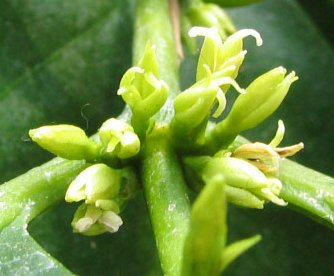
Início da inflorescência
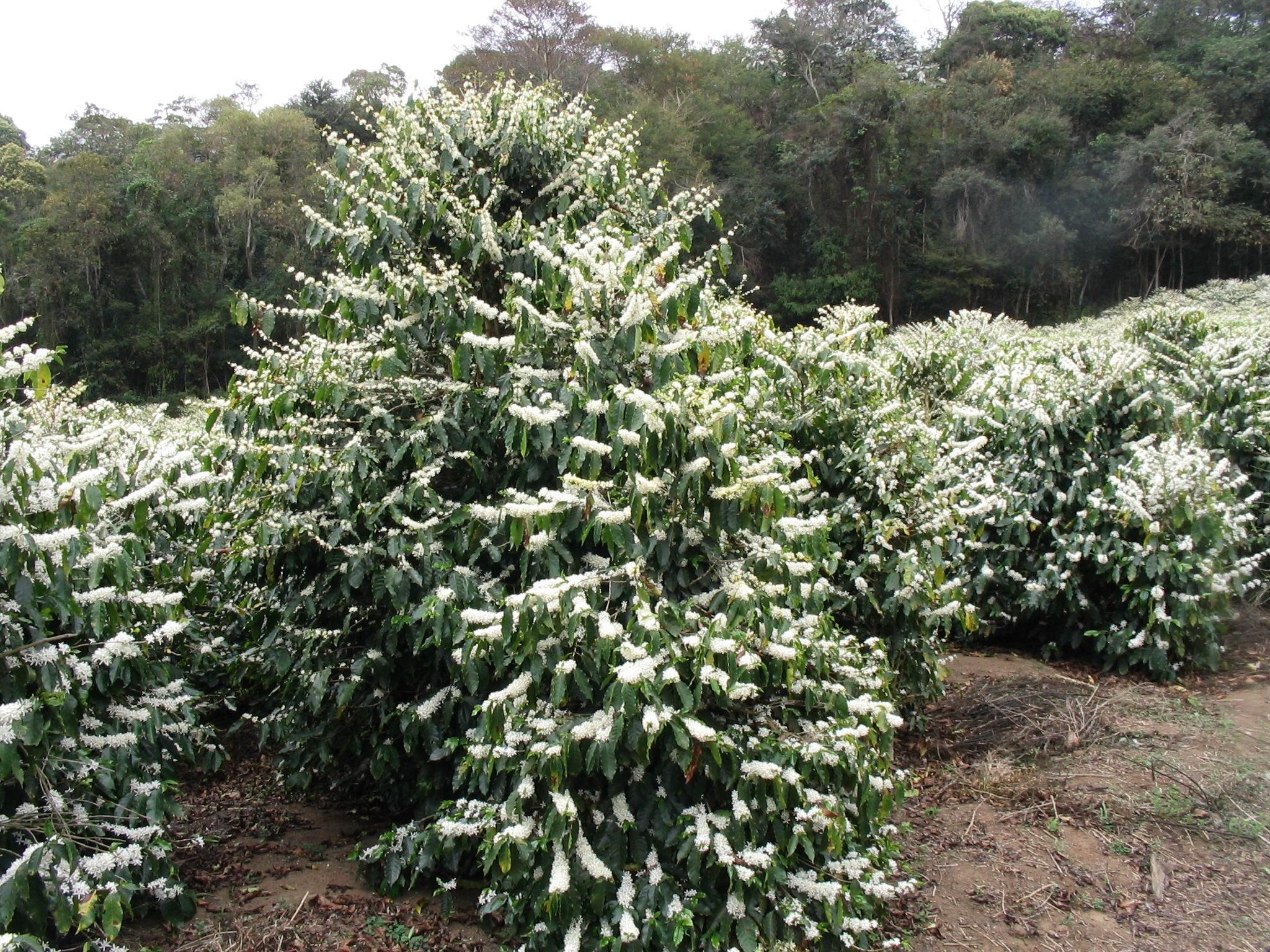
Coffea arabica em floração
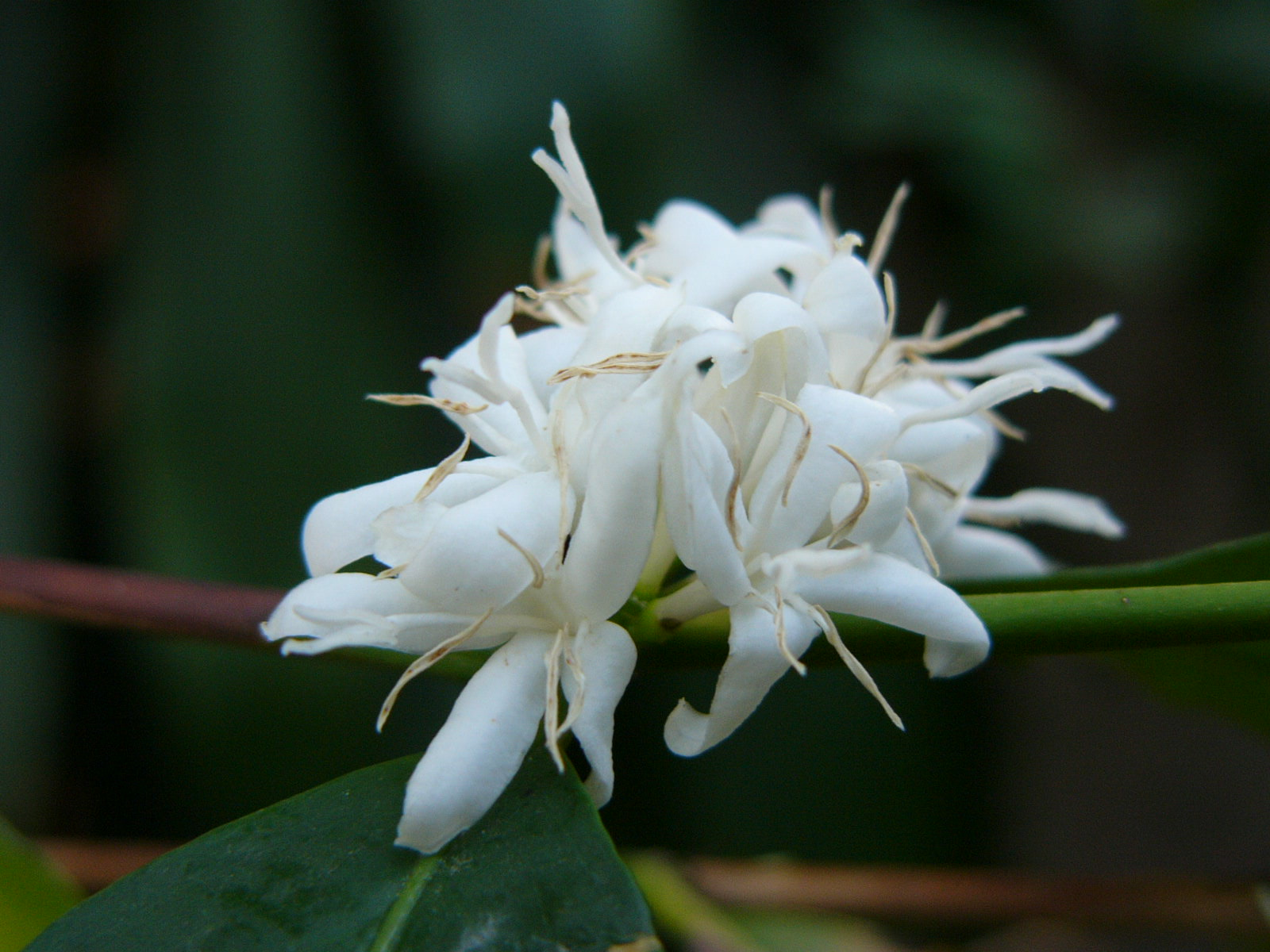
Flor de café
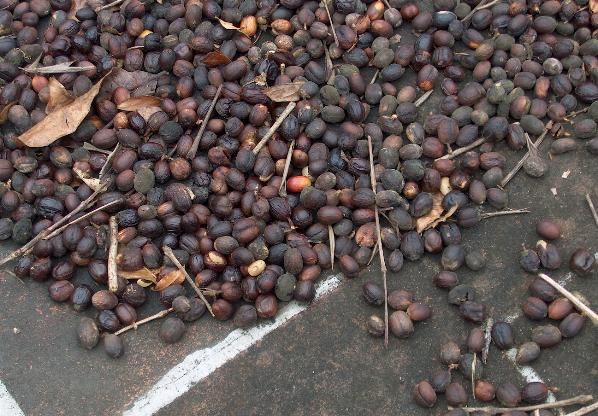
Drupas após colheita
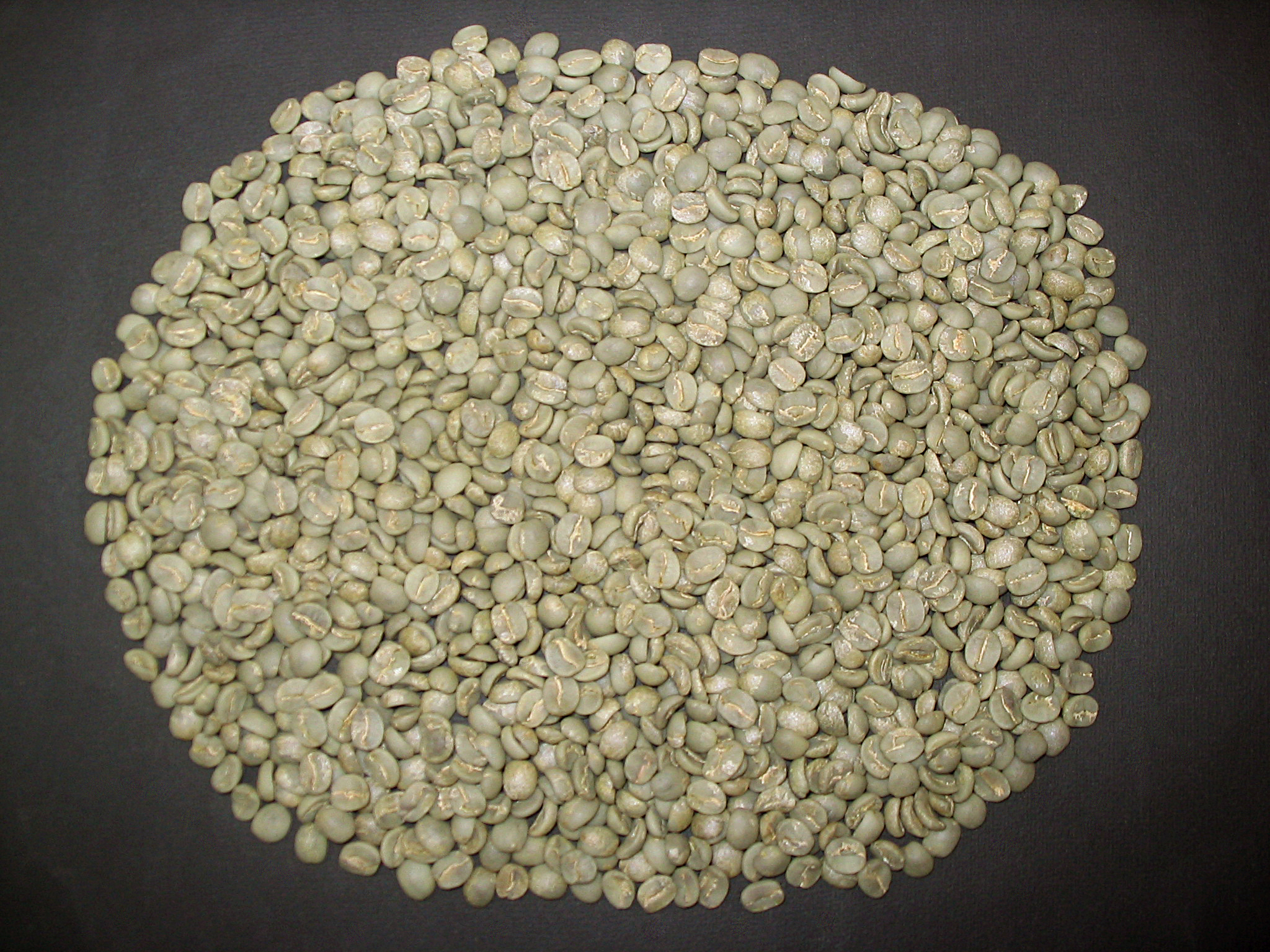
Grãos de café-arábica
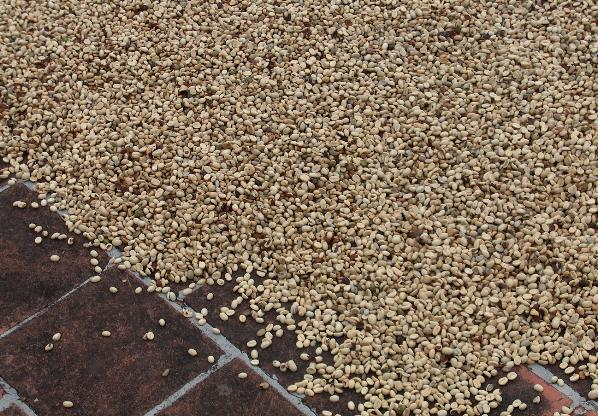
Secagem de grãos de café